# Floating
Floating, gliding ou sliding referem-se a um grupo de técnicas de dança de rua e estilos relacionados ao popping, os quais tentam criar uma ilusão no espectador, que o dançarino está deslizando no gelo ou no ar.